# Rapenburgerstraat

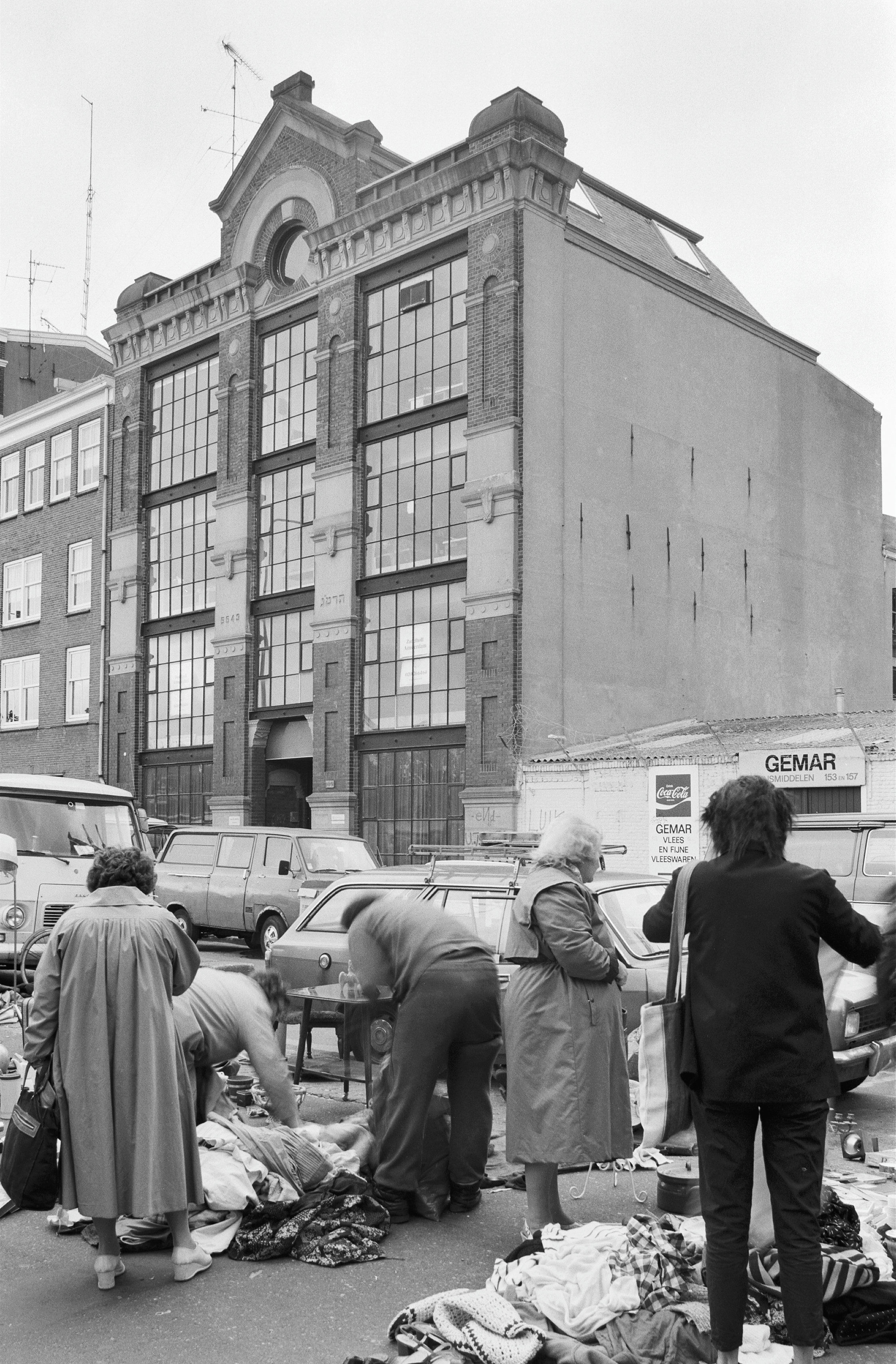
De verplaatste Waterloopleinmarkt in 1983. Op de achtergrond de in 1973 verbouwde monumentale voormalige sjoel en synagoge uit 1883, Rapenburgerstraat 109.

De Rapenburgerstraat is een straat tussen de Muiderstraat en de Anne Frankstraat in de Nederlandse hoofdstad Amsterdam. De straat is, evenals het Rapenburgerplein en de straat Rapenburg, vernoemd naar het kunstmatige (schier)eiland Rapenburg.
De Rapenburgerstraat lag langs het voormalige eiland Marken (ook Valkenburg genoemd), in de oude Jodenbuurt. De straat verbond, evenwijdig aan de voormalige Markengracht en de Vinkenbuurt, de Snoge aan de Muiderstraat bij het Markenplein met het Rapenburgerplein en Rapenburg.
In de straat staan meerdere rijksmonumenten. Op nummer 173 staat het 18e-eeuwse voormalige Rabbinaatskantoor en synagoge. Het laat-18e-eeuwse pand op 175-179 was tussen 1839-1943 in gebruik van het Nederlands Israëlitisch Seminarium. Van 1861 tot 1943 was in de 18e-eeuwse panden aan de Rapenburgerstraat 169 en 171 het Nederlands Israëlitisch Meisjesweeshuis gevestigd. Op 109 ligt het, naar ontwerp van G.B. Salm en A. Salm tussen 1881-1883 gebouwde voormalige Beth HaMidrasj Ets Haim (Leerhuis Boom des Levens) en seminarium waar nu Amphora Books gevestigd is. In de lagere achterbouw bevindt zich een synagoge. De voormalige Nederlands-Israëlitische Armenbewaarschool op 105 (Wilhelmus Jacobus Johannes Offenberg 1862) werd in 1890 door G.B. Salm verbouwd tot Nederlands-Israëlitische Godsdienstschool voor Meisjes.
Tijdens de Holocaust gedurende de Duitse Bezetting zijn vele bewoners van de straat weggevoerd en ter dood gebracht. Er ontstond mede door houtroof een gatenkaas in de gevelwanden. Een oplossing daarvoor waren atelierwoningen op Rapenburgerstraat 77-81 (1961).
De oude bebouwing aan de westzijde van de straat is na de Tweede Wereldoorlog afgebroken. In het aangrenzende gebied ging de aanleg van de IJ-tunnel (1957-1968) gepaard met een ingrijpende herstructurering. Tijdens de bouw van de Stopera in de jaren tachtig was de Waterloopleinmarkt tijdelijk verplaatst naar een terrein tussen de Valkenburgerstraat en de Rapenburgerstraat. Dit terrein, op de in 1968 gedempte Markengracht, noemde men de VaRa-strook. In 1999 werd hier het door Atelier Pro ontwikkelde appartementencomplex Markenhoven opgeleverd. Het complex, dat bestaat uit 351 woningen en 4 stadsvilla's, strekt zich uit langs vrijwel de gehele westelijke rooilijn van de Rapenburgerstraat. Het is gebouwd aan drie binnenhoven, die door twee semi-openbare binnenpleintjes (het Februariplein en het Koerierstersplein) van elkaar zijn gescheiden. De ingang van de ondergelegen deels openbare Parkeergarage Markenhoven ligt aan de Anne Frankstraat.
Meerdere gerenoveerde oude panden en gerestaureerde monumenten aan de oostzijde van de straat zijn in gebruik als appartementen. Het project Het Balein op nummer 101-103, dat in 2008 gereed kwam, bestaat uit een nieuwbouw, een herontwikkeld en een gerenoveerd pand. Van later datum is De Rapenburger; een tot appartementencomplex verbouwd voormalig schoolgebouw op nummer 73-75.
Bij de hoek Rapenburgerstraat/Muiderstraat ligt het door Coen van Velsen ontworpen gebouw van de Nederlandse Filmacademie (1999), met een groenige gevel naar het Mr. Visserplein en ingang aan het Markenplein.
Van 1905 tot 1931 reed tramlijn 7 door de straat, van de Muiderstraat tot aan het Rapenburgerplein en tot 1913 richting Kadijksplein en Mariniersplein.

## Fotogalerij

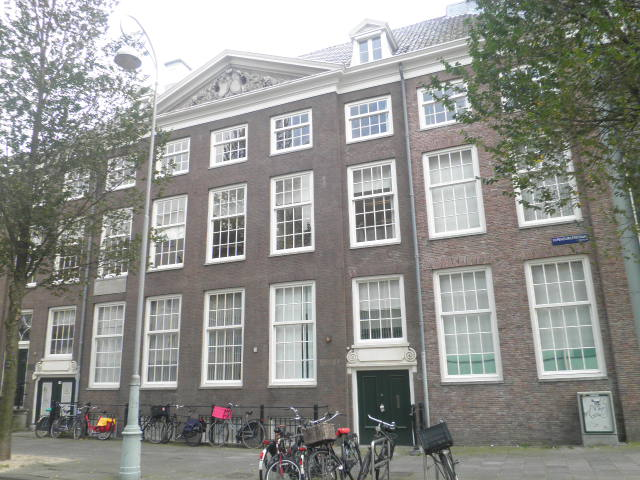
Het zeven traveeën brede voormalige schoolgebouw Rapenburgerstraat 175
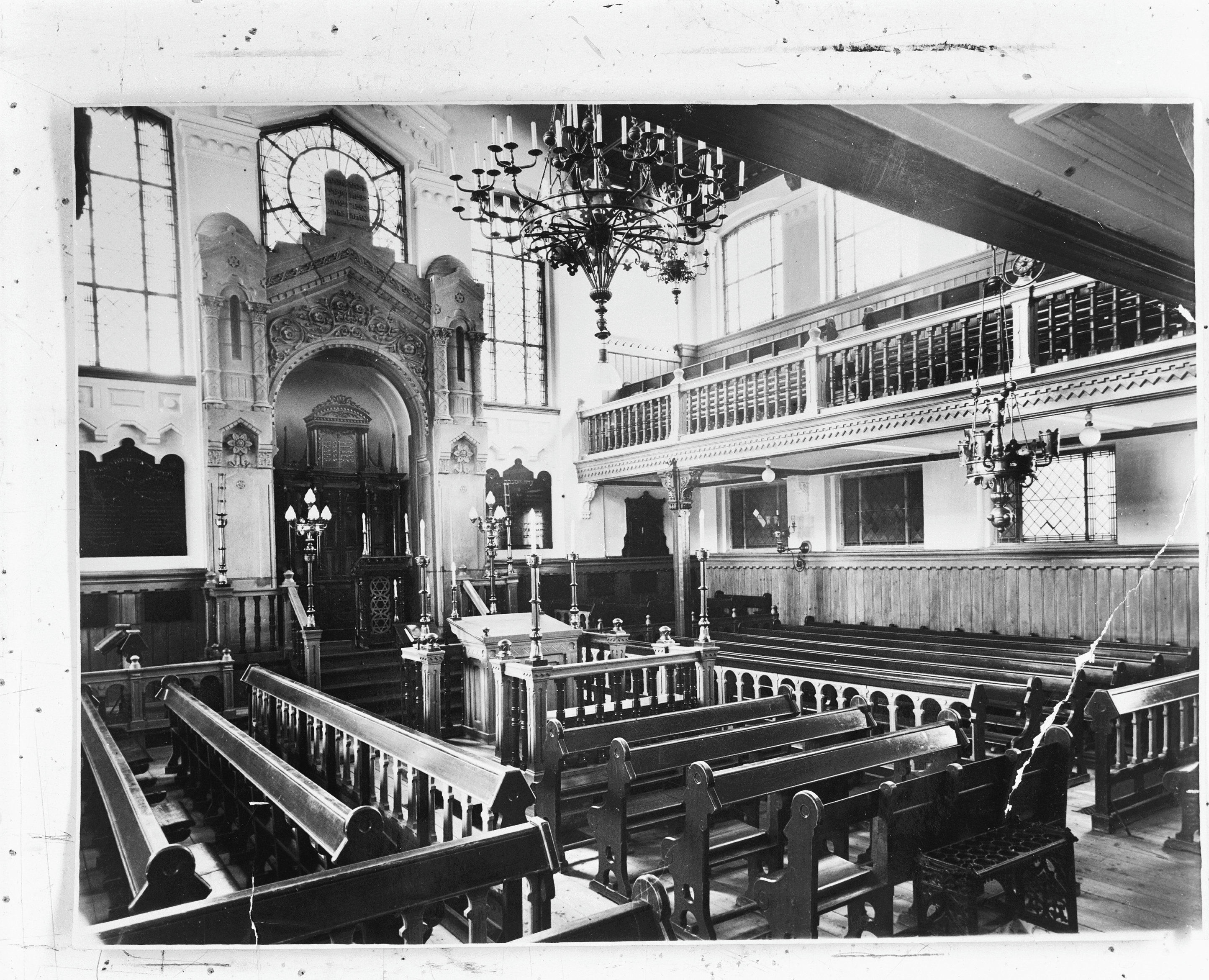
De synagoge in het Leerhuis Boom des Levens. Rapenburgerstraat 109
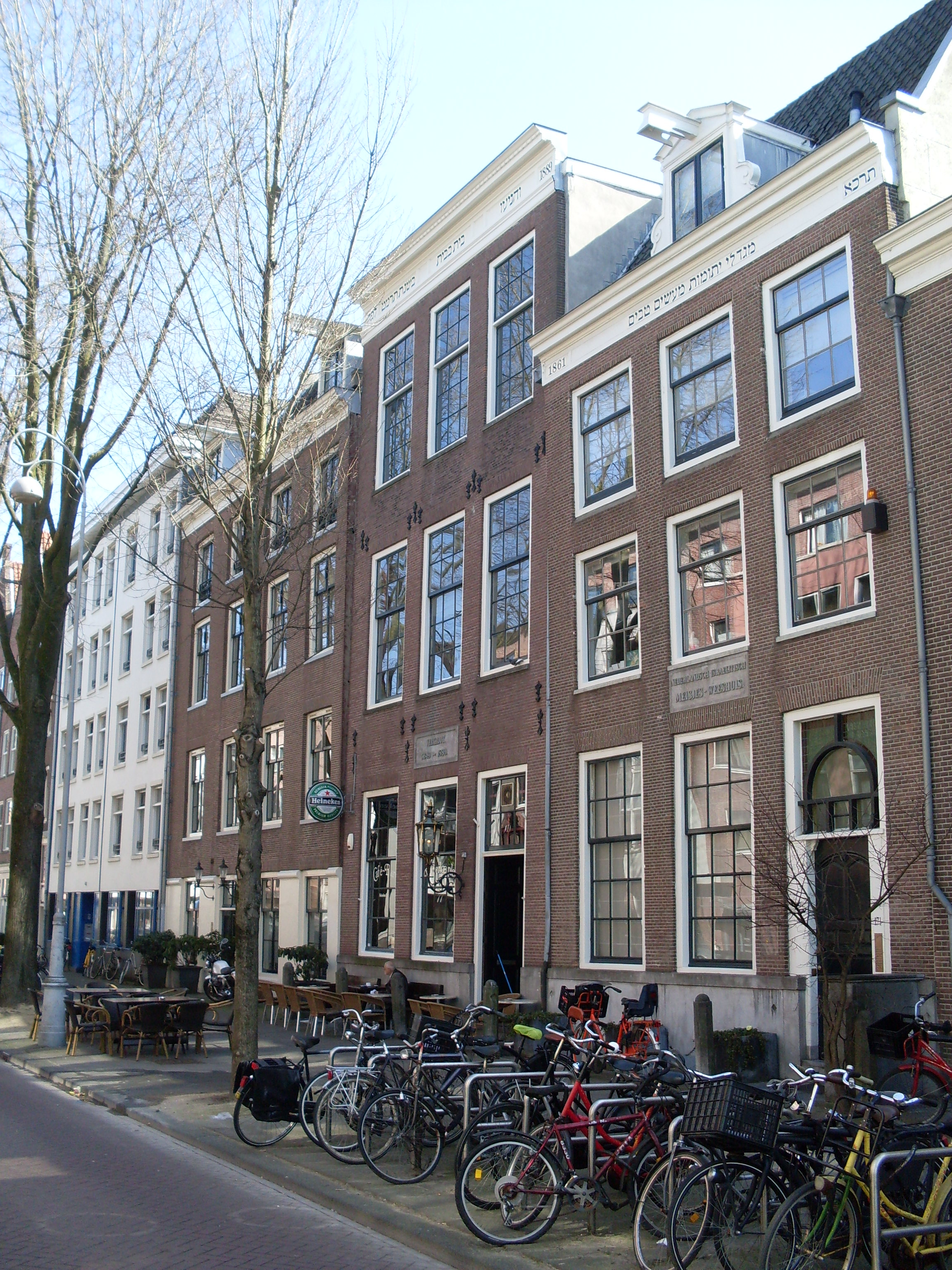
De panden van het voormalige meisjesweeshuis op 169 en 171
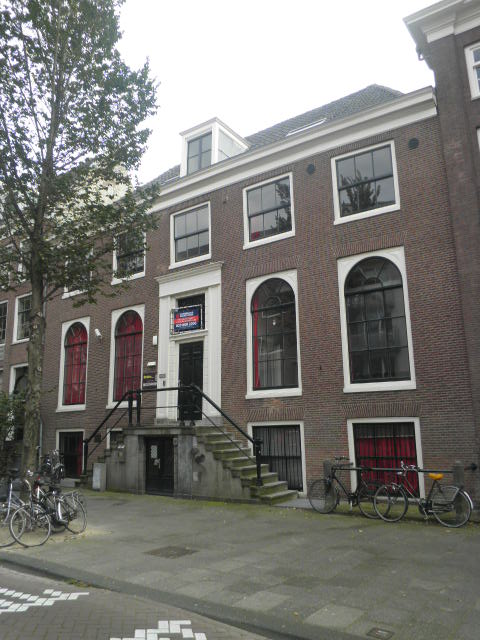
Voormalige synagoge, Rapenburgerstraat 173
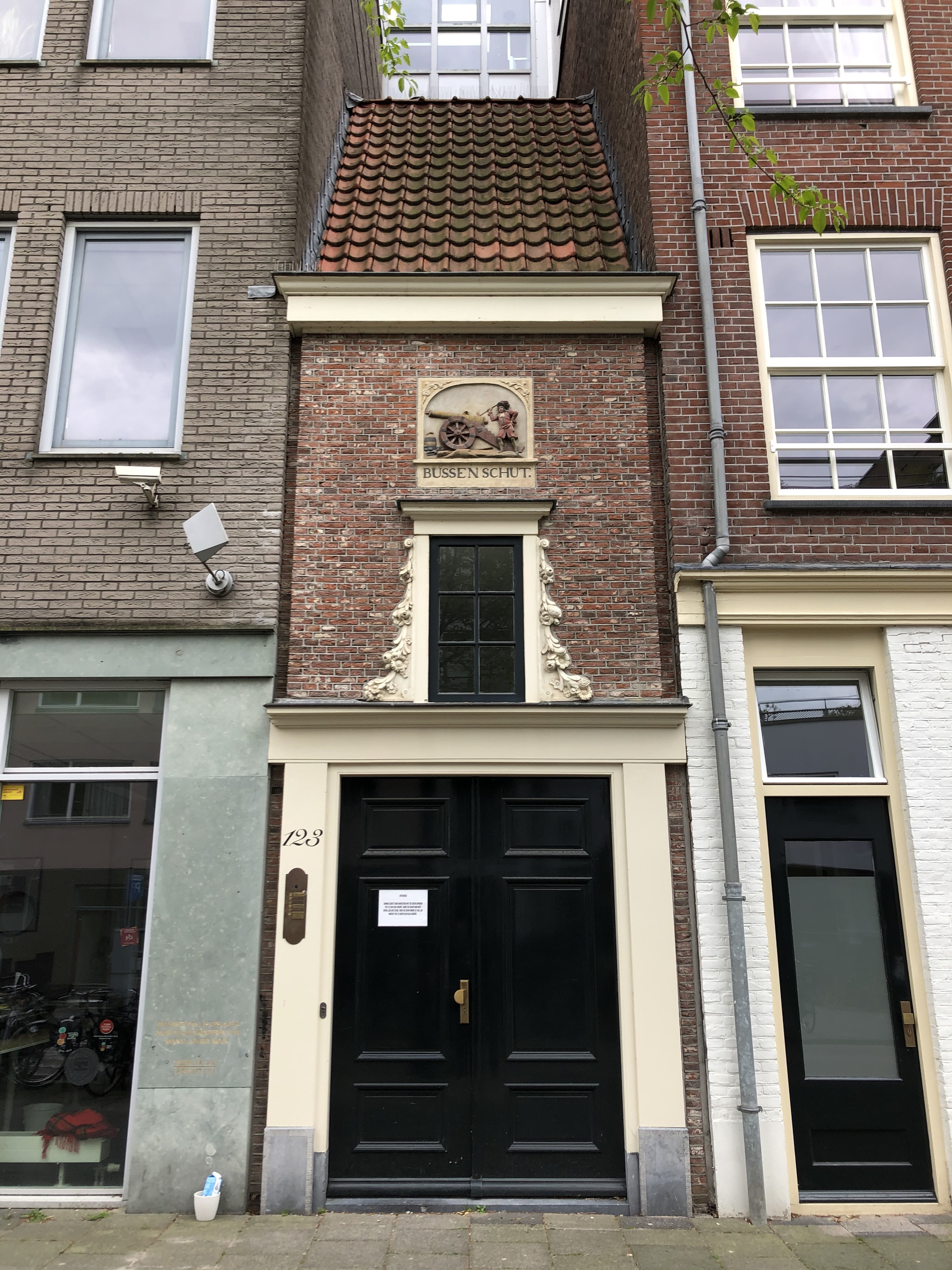
Voormalige entree naar het 'Bussenschuthofje' op nummer 123